# 北周

北周
周

西部が北周（周）の領域。
北東部が北斉（斉）、中央が後梁（梁）、南東部が陳。

北周（ほくしゅう、拼音: Bĕizhōu、556年 - 581年）は、中国の南北朝時代に鮮卑系の宇文氏によって建てられた国。正式な国号は周であるが、紀元前11世紀から紀元前3世紀まで続いた周をはじめとする同名の王朝と区別するために北周と呼ばれる。

君主の称号としては当初秦以来の中国の歴代王朝が称していた「皇帝」号をやめ、「天王」を採用していた。

## 歴史

### 西魏から北周へ
国祖の宇文泰ははじめ北魏の六鎮の乱に加わったが、のちに賀抜岳に帰順して頭角を現した。賀抜岳の死後、地盤を引き継いで関中地方に勢威を張り、関西大都督となった。534年に北魏の大丞相高歓の圧迫により洛陽から出奔した孝武帝は宇文泰を頼り、孝武帝は宇文泰を大丞相にして高歓と対立した。孝武帝の出奔の後、高歓は孝静帝を擁立して東魏を建てた。一方で宇文泰は、すぐに孝武帝と不仲になって同年のうちに毒殺し、新たに孝武帝の従兄を文帝として擁立し西魏を建て、北魏は二分された。宇文泰は西魏の大冢宰に進んで皇帝を傀儡とし、事実上政権を掌握した。
537年、東魏の高歓が大規模な攻勢をかけるが、宇文泰の西魏は決死の抵抗を見せて撃退した。538年に今度は宇文泰が西魏軍を率いて攻勢をかけるが、東魏の猛将侯景のために大敗し、逆に長安を脅かされるが、何とか宇文泰の抵抗により保った。556年に宇文泰は死去し、その跡を受けて大冢宰を継いだ三男で嫡長子の宇文覚は、同年12月、周公に封じられ、557年の元日に西魏の恭帝から禅譲を受けて天王位につき、北周を建てた。

### 宇文護の独裁
天王となった宇文覚（孝閔帝）はその時16歳で、実権は従兄の宇文護が補佐の形で専横した。宇文護の政治そのものは北周の国力を充実させたプラス面もあったが、独裁・専横が過ぎて周囲の反感を買った。反対派の重臣は、孝閔帝が即位したその年に結託して宇文護の暗殺を謀るが、事前に計画が漏洩し、孝閔帝や重臣らはことごとく殺害された。
宇文護は新たな天王として先君の兄の宇文毓（明帝）を擁立した。しかし明帝は明敏で見識・度量共に優れていたため、宇文護は後難を恐れて560年に毒殺した。
次に擁立されたのは先の2君の弟である宇文邕（武帝）であった。武帝も優れた人物だったが、宇文護に警戒されることを恐れて自ら意見を言うことはなく、必ず他人と相談して物事を決裁する無能な皇帝を演じた。そしてすっかり油断した宇文護は572年、武帝の罠にはまって誅殺された。

### 武帝の治世と華北の統一
武帝は宇文護を殺害すると、その徒党もことごとく殺戮して親政を開始した。一族群臣の引き締め、富国強兵などを図って東の北斉への東伐の機会をうかがった。当時の北斉皇帝の後主は暗愚な上、側近も奸臣揃いだったので、武帝は親征して北斉を攻めた。第1次東伐は武帝が病気に倒れたために失敗したが、第2次東伐では平陽を落とし、さらに晋陽に迫る勢いを示した。
このため、北斉軍も後主が親征して武帝と対峙して反攻したが、肝心の後主が陣中に連れていた寵妃が恐怖して逃走したのを追いかけて戦場離脱したために大敗し、北斉軍は壊滅し晋陽も陥落した。後主はこの敗戦で皇太子の幼主に譲位した。577年に武帝は北斉の首都の鄴を攻め落として北斉を滅ぼし、華北を43年ぶりに統一した。その後も武帝は南朝陳の呉明徹を破り、突厥に遠征するなど勢力を大いに拡大して天下統一を目指したが、578年に陣中にて病を得て崩御した。

### 北周から隋へ
武帝の崩御により、皇太子の宇文贇（宣帝）が新たに即位した。しかし宣帝は父帝に似ず暗愚の息子で、皇太子時代には心配した武帝が虐待とまで言える厳しい躾が施されていたのであった。武帝の心配をよそに、即位した宣帝は「（武帝が）死することおそし」と罵り、さらに後宮を回って気に入った女を見つけると淫欲のままに行動した。さらに即位後、武帝を支えていた一族群臣を自らに加えられた虐待的な躾に賛成していたとして憎しみのままに粛清し、あたら貴重な人材を失う結果となった。
宣帝の奇行は留まることを知らず、即位の翌年である579年には皇太子の宇文闡（静帝）に譲位して、自らは天元皇帝と称した。そして身分に関係なく、たとえ皇后であっても気に入らなければ天杖と称した杖で120回から240回にわたる叩きを喰らわせた。こうして北周帝室は人心を失いだし、政治の実権は外戚の随国公楊堅が掌握した。
580年、宣帝は22歳で崩御し、残されたのは8歳の静帝だけとなった。この幼帝の下で楊堅は兵権を掌握し、さらに隋王の称号を与えられた。581年、楊堅は静帝より禅譲を受けて隋を建て、北周は滅亡した。

## 国家体制
西魏・北周の際立った特徴は、周礼に基づいた官制と府兵制である。また、その大冢宰（天官府）・大司徒（地官府）・大宗伯（春官府）・大司馬（夏官府）・大司寇（秋官府）・大司空（冬官府）の六官の官制は三省六部に名称を変え、また、兵制の方は、そのまま隋唐に受け継がれた。
その一方で、隋唐帝国との大きな違いとして鮮卑復古主義がある。北周は、周という中華風の国号を用い、儒教の経典である周礼に基づく官制をとりながらも、北魏の孝文帝以来の漢化政策に逆行する鮮卑固有の習俗への回帰を標榜していた。具体的には、
- 国朝の儀礼などを鮮卑風に改変
- 公用語は漢語ではなく鮮卑語が用いる
- 北魏の拓跋氏が元氏となったように、鮮卑本来の姓から漢式に改められていた姓を、鮮卑固有の姓に戻す
- 領内の漢人に対しても鮮卑風の姓へ改姓する措置が取る

といった政策が行われていた。
兵制は、軍の要職として八柱国・十二大将軍を置き、その20人に宇文泰の出身地である武川鎮（北魏の軍事基地）の出身者を多くあてた（武川鎮軍閥）。隋の楊氏は十二大将軍、唐の李氏は八柱国の家系である。さらにその下に二十四開府を置き、この24軍団が府兵制軍団を構成していた。ただし、八柱国、すなわち宇文泰を含めた8名の柱国大将軍という編制は宇文泰の在世時、すなわち西魏末期の状態の示すものであり、北周に入ると新たに柱国大将軍に任じられるものが次々と現れてその価値は低くなり、575年には柱国大将軍の上に上柱国大将軍が任ぜられるようになった。
また北周では556年の建国当初、皇帝の称号の代わりに「天王」を称していたため、諸侯の王は設けられず、国公が最高位の爵位となっていた。国公に封じられたのは、当初は宗室と八柱国・十二将軍クラスの功臣およびその子孫（将軍に就けていなかった文官で、建国の功によって国公に任ぜられたのは斛斯徴のみとされる）が占められた。また、後に北斉征滅時に功勲を建てた者にも国公が与えられた。559年に天王の称号が皇帝に戻されたのを機に、諸侯王位の復活が論じられ、574年には諸侯王（国王・県王・郡王）が設けられた。王位は宗室にのみ授与され、それが隋・唐に通して同じであったため、遂には原則化して後世に引き継がれて行った。

## 宗教政策
武帝は廃仏を行ったことで知られる（三武一宗の廃仏の第二）。これは廃仏を通じて道教と仏教の2宗教の教団を無くして通道観という寺院を設けて儒教・仏教・道教の3教を国家権力の下で統一して宗教の上に存在する皇帝権力の確立を目指すためと、当時の仏教の堕落に対して引き締めを図るために行なわれた。

## 歴代皇帝
1. 孝閔帝（宇文覚、在位556年 - 557年） - 宇文泰の三男
2. 世宗明帝（宇文毓、在位557年 - 560年） - 宇文泰の長男
3. 高祖武帝（宇文邕、在位560年 - 578年） - 宇文泰の四男
4. 宣帝（宇文贇、在位578年 - 579年） - 宇文邕の長男。静帝に譲位後は「天元皇帝」と称した[12]。
5. 静帝（宇文闡、在位579年 - 581年） - 宇文贇の長男

## 系譜
|                   |                   |                   |                   |                   |                   |  |  |                |                |                |                |                |                |  |  | (追)徳帝 宇文肱   | (追)徳帝 宇文肱   | (追)徳帝 宇文肱   | (追)徳帝 宇文肱   | (追)徳帝 宇文肱   | (追)徳帝 宇文肱   |  |  |                  |                  |                  |                  |                  |                  |  |  |                |                |                |                |                |                |  |  | 広平王 元懐     | 広平王 元懐     | 広平王 元懐     | 広平王 元懐     | 広平王 元懐     | 広平王 元懐     |  |  |                   |                   |                   |                   |                   |                   |               |               |                  |                  |                  |                  |                  |                  |                |                |                |                |  |  |
|                   |                   |                   |                   |                   |                   |  |  |                |                |                |                |                |                |  |  | (追)徳帝 宇文肱   | (追)徳帝 宇文肱   | (追)徳帝 宇文肱   | (追)徳帝 宇文肱   | (追)徳帝 宇文肱   | (追)徳帝 宇文肱   |  |  |                  |                  |                  |                  |                  |                  |  |  |                |                |                |                |                |                |  |  | 広平王 元懐     | 広平王 元懐     | 広平王 元懐     | 広平王 元懐     | 広平王 元懐     | 広平王 元懐     |  |  |                   |                   |                   |                   |                   |                   |               |               |                  |                  |                  |                  |                  |                  |                |                |                |                |  |  |
|                   |                   |                   |                   |                   |                   |  |  |                |                |                |                |                |                |  |  |                   |                   |                   |                   |                   |                   |  |  |                  |                  |                  |                  |                  |                  |  |  |                |                |                |                |                |                |  |  |                 |                 |                 |                 |                 |                 |  |  |                   |                   |                   |                   |                   |                   |               |               |                  |                  |                  |                  |                  |                  |                |                |                |                |  |  |
| (追)邵国公 宇文顥 | (追)邵国公 宇文顥 | (追)邵国公 宇文顥 | (追)邵国公 宇文顥 | (追)邵国公 宇文顥 | (追)邵国公 宇文顥 |  |  |                |                |                |                |                |                |  |  | (追)文帝 宇文泰   | (追)文帝 宇文泰   | (追)文帝 宇文泰   | (追)文帝 宇文泰   | (追)文帝 宇文泰   | (追)文帝 宇文泰   |  |  |                  |                  |                  |                  |                  |                  |  |  | 馮翊公主 元氏  | 馮翊公主 元氏  | 馮翊公主 元氏  | 馮翊公主 元氏  | 馮翊公主 元氏  | 馮翊公主 元氏  |  |  | (魏)孝武帝 元脩 | (魏)孝武帝 元脩 | (魏)孝武帝 元脩 | (魏)孝武帝 元脩 | (魏)孝武帝 元脩 | (魏)孝武帝 元脩 |  |  |                   |                   |                   |                   |                   |                   |               |               |                  |                  |                  |                  |                  |                  |                |                |                |                |  |  |
| (追)邵国公 宇文顥 | (追)邵国公 宇文顥 | (追)邵国公 宇文顥 | (追)邵国公 宇文顥 | (追)邵国公 宇文顥 | (追)邵国公 宇文顥 |  |  |                |                |                |                |                |                |  |  | (追)文帝 宇文泰   | (追)文帝 宇文泰   | (追)文帝 宇文泰   | (追)文帝 宇文泰   | (追)文帝 宇文泰   | (追)文帝 宇文泰   |  |  |                  |                  |                  |                  |                  |                  |  |  | 馮翊公主 元氏  | 馮翊公主 元氏  | 馮翊公主 元氏  | 馮翊公主 元氏  | 馮翊公主 元氏  | 馮翊公主 元氏  |  |  | (魏)孝武帝 元脩 | (魏)孝武帝 元脩 | (魏)孝武帝 元脩 | (魏)孝武帝 元脩 | (魏)孝武帝 元脩 | (魏)孝武帝 元脩 |  |  |                   |                   |                   |                   |                   |                   |               |               |                  |                  |                  |                  |                  |                  |                |                |                |                |  |  |
|                   |                   |                   |                   |                   |                   |  |  |                |                |                |                |                |                |  |  |                   |                   |                   |                   |                   |                   |  |  |                  |                  |                  |                  |                  |                  |  |  |                |                |                |                |                |                |  |  |                 |                 |                 |                 |                 |                 |  |  |                   |                   |                   |                   |                   |                   |               |               |                  |                  |                  |                  |                  |                  |                |                |                |                |  |  |
|                   |                   |                   |                   |                   |                   |  |  |                |                |                |                |                |                |  |  |                   |                   |                   |                   |                   |                   |  |  |                  |                  |                  |                  |                  |                  |  |  |                |                |                |                |                |                |  |  |                 |                 |                 |                 |                 |                 |  |  |                   |                   |                   |                   |                   |                   |               |               |                  |                  |                  |                  |                  |                  |                |                |                |                |  |  |
| 晋国公 宇文護     | 晋国公 宇文護     | 晋国公 宇文護     | 晋国公 宇文護     | 晋国公 宇文護     | 晋国公 宇文護     |  |  | (隋1)文帝 楊堅 | (隋1)文帝 楊堅 | (隋1)文帝 楊堅 | (隋1)文帝 楊堅 | (隋1)文帝 楊堅 | (隋1)文帝 楊堅 |  |  | (2)明帝 宇文毓    | (2)明帝 宇文毓    | (2)明帝 宇文毓    | (2)明帝 宇文毓    | (2)明帝 宇文毓    | (2)明帝 宇文毓    |  |  | (1)孝閔帝 宇文覚 | (1)孝閔帝 宇文覚 | (1)孝閔帝 宇文覚 | (1)孝閔帝 宇文覚 | (1)孝閔帝 宇文覚 | (1)孝閔帝 宇文覚 |  |  | (3)武帝 宇文邕 | (3)武帝 宇文邕 | (3)武帝 宇文邕 | (3)武帝 宇文邕 | (3)武帝 宇文邕 | (3)武帝 宇文邕 |  |  | 斉王 宇文憲     | 斉王 宇文憲     | 斉王 宇文憲     | 斉王 宇文憲     | 斉王 宇文憲     | 斉王 宇文憲     |  |  | 襄陽長公主 宇文氏 | 襄陽長公主 宇文氏 | 襄陽長公主 宇文氏 | 襄陽長公主 宇文氏 | 襄陽長公主 宇文氏 | 襄陽長公主 宇文氏 |               |               | 竇毅             | 竇毅             | 竇毅             | 竇毅             | 竇毅             | 竇毅             |                |                |                |                |  |  |
| 晋国公 宇文護     | 晋国公 宇文護     | 晋国公 宇文護     | 晋国公 宇文護     | 晋国公 宇文護     | 晋国公 宇文護     |  |  | (隋1)文帝 楊堅 | (隋1)文帝 楊堅 | (隋1)文帝 楊堅 | (隋1)文帝 楊堅 | (隋1)文帝 楊堅 | (隋1)文帝 楊堅 |  |  | (2)明帝 宇文毓    | (2)明帝 宇文毓    | (2)明帝 宇文毓    | (2)明帝 宇文毓    | (2)明帝 宇文毓    | (2)明帝 宇文毓    |  |  | (1)孝閔帝 宇文覚 | (1)孝閔帝 宇文覚 | (1)孝閔帝 宇文覚 | (1)孝閔帝 宇文覚 | (1)孝閔帝 宇文覚 | (1)孝閔帝 宇文覚 |  |  | (3)武帝 宇文邕 | (3)武帝 宇文邕 | (3)武帝 宇文邕 | (3)武帝 宇文邕 | (3)武帝 宇文邕 | (3)武帝 宇文邕 |  |  | 斉王 宇文憲     | 斉王 宇文憲     | 斉王 宇文憲     | 斉王 宇文憲     | 斉王 宇文憲     | 斉王 宇文憲     |  |  | 襄陽長公主 宇文氏 | 襄陽長公主 宇文氏 | 襄陽長公主 宇文氏 | 襄陽長公主 宇文氏 | 襄陽長公主 宇文氏 | 襄陽長公主 宇文氏 |               |               | 竇毅             | 竇毅             | 竇毅             | 竇毅             | 竇毅             | 竇毅             |                |                |                |                |  |  |
|                   |                   |                   |                   |                   |                   |  |  |                |                |                |                |                |                |  |  |                   |                   |                   |                   |                   |                   |  |  |                  |                  |                  |                  |                  |                  |  |  |                |                |                |                |                |                |  |  |                 |                 |                 |                 |                 |                 |  |  |                   |                   |                   |                   |                   |                   |               |               |                  |                  |                  |                  |                  |                  |                |                |                |                |  |  |
|                   |                   |                   |                   |                   |                   |  |  |                |                |                |                |                |                |  |  |                   |                   |                   |                   |                   |                   |  |  |                  |                  |                  |                  |                  |                  |  |  |                |                |                |                |                |                |  |  |                 |                 |                 |                 |                 |                 |  |  |                   |                   |                   |                   |                   |                   |               |               |                  |                  |                  |                  |                  |                  |                |                |                |                |  |  |
|                   |                   |                   |                   |                   |                   |  |  | (隋2)煬帝 楊広 | (隋2)煬帝 楊広 | (隋2)煬帝 楊広 | (隋2)煬帝 楊広 | (隋2)煬帝 楊広 | (隋2)煬帝 楊広 |  |  | 天元大皇后 楊麗華 | 天元大皇后 楊麗華 | 天元大皇后 楊麗華 | 天元大皇后 楊麗華 | 天元大皇后 楊麗華 | 天元大皇后 楊麗華 |  |  |                  |                  |                  |                  |                  |                  |  |  | (4)宣帝 宇文贇 | (4)宣帝 宇文贇 | (4)宣帝 宇文贇 | (4)宣帝 宇文贇 | (4)宣帝 宇文贇 | (4)宣帝 宇文贇 |  |  |                 |                 |                 |                 |                 |                 |  |  |                   |                   |                   |                   | 太穆皇后 竇氏     | 太穆皇后 竇氏     | 太穆皇后 竇氏 | 太穆皇后 竇氏 | 太穆皇后 竇氏    | 太穆皇后 竇氏    |                  |                  | (唐1)高祖 李淵   | (唐1)高祖 李淵   | (唐1)高祖 李淵 | (唐1)高祖 李淵 | (唐1)高祖 李淵 | (唐1)高祖 李淵 |  |  |
|                   |                   |                   |                   |                   |                   |  |  | (隋2)煬帝 楊広 | (隋2)煬帝 楊広 | (隋2)煬帝 楊広 | (隋2)煬帝 楊広 | (隋2)煬帝 楊広 | (隋2)煬帝 楊広 |  |  | 天元大皇后 楊麗華 | 天元大皇后 楊麗華 | 天元大皇后 楊麗華 | 天元大皇后 楊麗華 | 天元大皇后 楊麗華 | 天元大皇后 楊麗華 |  |  |                  |                  |                  |                  |                  |                  |  |  | (4)宣帝 宇文贇 | (4)宣帝 宇文贇 | (4)宣帝 宇文贇 | (4)宣帝 宇文贇 | (4)宣帝 宇文贇 | (4)宣帝 宇文贇 |  |  |                 |                 |                 |                 |                 |                 |  |  |                   |                   |                   |                   | 太穆皇后 竇氏     | 太穆皇后 竇氏     | 太穆皇后 竇氏 | 太穆皇后 竇氏 | 太穆皇后 竇氏    | 太穆皇后 竇氏    |                  |                  | (唐1)高祖 李淵   | (唐1)高祖 李淵   | (唐1)高祖 李淵 | (唐1)高祖 李淵 | (唐1)高祖 李淵 | (唐1)高祖 李淵 |  |  |
|                   |                   |                   |                   |                   |                   |  |  |                |                |                |                |                |                |  |  |                   |                   |                   |                   |                   |                   |  |  |                  |                  |                  |                  |                  |                  |  |  |                |                |                |                |                |                |  |  |                 |                 |                 |                 |                 |                 |  |  |                   |                   |                   |                   |                   |                   |               |               |                  |                  |                  |                  |                  |                  |                |                |                |                |  |  |
|                   |                   |                   |                   |                   |                   |  |  |                |                |                |                |                |                |  |  |                   |                   |                   |                   |                   |                   |  |  |                  |                  |                  |                  |                  |                  |  |  | (5)静帝 宇文闡 | (5)静帝 宇文闡 | (5)静帝 宇文闡 | (5)静帝 宇文闡 | (5)静帝 宇文闡 | (5)静帝 宇文闡 |  |  |                 |                 |                 |                 |                 |                 |  |  |                   |                   |                   |                   |                   |                   |               |               | (唐2)太宗 李世民 | (唐2)太宗 李世民 | (唐2)太宗 李世民 | (唐2)太宗 李世民 | (唐2)太宗 李世民 | (唐2)太宗 李世民 |                |                |                |                |  |  |

なお、隋の元勲として名高い宇文述の一族は本来匈奴系の破野頭（費也頭）氏で、宇文部の配下になったことから宇文氏を名乗ったものであり、北周の宇文氏とは別系統である。

## 唐王朝との関係
唐の第2代皇帝李世民（太宗）の母・太穆竇皇后は北周の上柱国・竇毅と宇文泰の娘の襄陽長公主との間の娘であり、故に李世民は宇文泰の外曾孫にあたる。大穆竇皇后の兄弟姉妹に竇照・竇文殊・竇拓賢・竇氏の4人がおり、その内、竇照・竇拓賢の家系が少なくとも曾孫の代まで存続し、竇氏は裴弘策と結婚して裴行方、裴氏（後に王客卿に嫁ぐ）の1男1女を儲けた。裴行方には裴履昭・裴敬忠、王君に嫁いだ娘の裴沢（字は令姜）の2男1女を儲けた。
太穆竇皇后は夫である李淵との間に李世民を含む4男1女を儲けた。娘の平陽昭公主は柴紹に嫁ぎ、柴哲威と柴令武の2男を儲けた。この内、柴令武は李世民の七女の比景公主と結婚。653年に李淵の六男で李世民の異母弟の李元景の擁立を図って失敗、夫妻は自殺した。柴哲威は弟の謀反に連座して流刑に処されたが、後に許されて交州都督を務めた。
また、李世民の皇后の長孫皇后の母は北斉の開祖高歓の従弟の高岳の曾孫娘であったゆえ、天下の覇権をめぐって争った宿敵・高氏と宇文氏の両家は、皮肉なことにも縁戚となってしまったのである。唐の皇帝の座は李世民の子孫が世襲していったため、唐の末代皇帝哀帝まで北斉と北周の皇族の血筋が（女系でありながらも）延々と受け継がれていたのである。

## 元号一覧
1. 武成（559年 - 560年）
2. 保定（561年 - 565年）
3. 天和（566年 - 572年）
4. 建徳（572年 - 578年）
5. 宣政（578年）
6. 大成（579年）
7. 大象（579年 - 580年）